# Marcia Reale
La Marcia Reale o Marcia Reale d'Ordinanza, precedida per la Fanfara Reale, va ser, primer l'himne del Regne de Sardenya i del Regne d'Itàlia entre 1861 i 1946, pel que va representar l'himne nacional italià fins a l'adveniment de la República italiana. Va ser compost el 1831 per Giuseppe Gabetti en nom de Carles Albert I de Sardenya, com himne de la Casa de Savoia.

## Text no oficial enitalià

### Fanfara Reale
Evviva il Re! Evviva il Re! Evviva il Re!

Chinate, oh reggimenti, le Bandiere al nostro Re

la gloria e la fortuna dell'Italia con Lui è.

Chinate, oh reggimenti, le Bandiere al nostro Re

bei fanti di Savoia gridate Evviva il Re!

### Marcia Reale
Viva il Re! Viva il Re! Viva il Re!

Le trombe liete squillano

Viva il Re! Viva il Re! Viva il Re!

Con esse i canti echeggiano

rullano i tamburi e le trombe squillano, squillano

cantici di gloria eleviamo con gioia e fervor

Tutta l'Italia spera in te

l'Italia crede in te

segnal di nostra stirpe e libertà, e libertà!
Viva il Re! Viva il Re! Viva il Re!

Le trombe liete squillano

Viva il Re! Viva il Re! Viva il Re!

Con esse i canti echeggiano

rullano i tamburi e le trombe squillano, squillano

cantici di gloria eleviamo con gioia e fervor

Tutta l'Italia spera in te

l'Italia crede in te

segnal di nostra stirpe e libertà, e libertà!
Quando i nemici agognino

i nostri campi floridi

dove gli eroi pugnarono

nella trascorsa età.

Finché duri l'amor di Patria fervido

finché regni la nostra civiltà.
L'Alpe d'Italia libera

del bel parlare angelico

piede d'odiato barbaro

giammai calpesterà

finché duri l'amor di Patria fervido

finché regni la nostra civiltà.
Come falange unanime

i figli della Patria

si copriran di gloria

gridando viva il Re.

Viva il Re.